# Medicinska informatika
Medicinska informatika je znanstvena disciplina koja se bavi teorijom i praksom informacijskih procesa u medicinskom radu, pri čemu se pod informacijskom procesima misli na obuhvaćanje, prijenos, pohranu i pretvorbu podataka, to jest na obradu podataka u najširem smislu. 
Budući da je znanje bitan činitelj u rješavanju medicinskih problema, može se reći da se medicinska informatika bavi postupcima za rukovanjem medicinskim podacima, obavijestima i znanjem u svrhu rješavanja medicinskih problema i odlučivanja u zdravstvu te ih se može putem računalnih mreža učiniti dostupnim širokom krugu korisnika i davatelja medicinskih usluga. Osim toga bavi se i načinom pretraživanja medicinske literature te ukazuje na način kako se vrši citiranje literature. Medicinske klasifikacije su važan segment medicinske informatike.